# Semantically-Interlinked Online Communities

SIOC logo.

SIOC es el acrónimo en inglés de Semantically-Interlinked Online Communities (comunidades online semánticamente interconectadas). Utilizando tecnologías de la Web Semántica como RDF, SIOC provee métodos para interconectar diferentes sitios de discusión, desde blogs, foros y listas de correo. Consiste en una ontología, definida en RDFS y OWL-DL, que, reutilizando ontologías ya existentes como Dublin Core o FOAF, permite expresar de una manera procesable (no solo por personas) información de estos tipos de sitios en Internet.
El proyecto SIOC fue creado en 2004 por John G. Breslin and Uldis Bojars de DERI, NUI Galway. En 2007, SIOC se convirtió en member submission (tecnología reconocida) de W3C.

## Ejemplo
```
<sioc:Post rdf:about="
http://blog.example.org/post/7#post
">
  <dc:title>Example post</dc:title>
  <dcterms:created>2008-05-25T09:33:30Z</dcterms:created>
  <sioc:has_creator>
    <sioc:User rdf:about="
http://blog.example.org/user/john
">
      <sioc:name>John</sioc:name>
      <rdfs:seeAlso rdf:resource="
http://blog.example.org/user/john.rdf
"/>
    </sioc:User>
  </sioc:has_creator>
  <sioc:content>...</sioc:content>
  <sioc:has_container rdf:resource="
http://blog.example.org/#blog
"/>
  <sioc:has_reply>
    <sioc:Post rdf:about="
http://blog.example.org/post/7#comment1
" />
  </sioc:has_reply>
  <rdfs:seeAlso rdf:resource="
http://blog.example.org/post/7.rdf
" />
</sioc:Post>
```

## Aplicaciones
Aquí se listan algunas aplicaciones relevantes que producen y/o consumen datos en SIOC:

### Creación de datos en SIOC
- APIs para SIOC:
  - SIOC Export API for PHP
  - SIOC API for Java
- Exportadores de blogs y CMS:
  - WordPress SIOC Exporter
  - Dotclear SIOC Exporter
  - b2evolution SIOC Exporter
  - Drupal SIOC Exporter
  - phpBB 2.x SIOC Exporter
  - Triplify
- Otros exportadores:
  - OpenLink DataSpaces
  - TalkDigger
  - SWAML
  - Mailing List Archives
  - Mailing List Exporter
  - Twitter2RDF
  - IRC2RDF
  - Sioku (Jaiku2RDF)
  - gnizr
  - OpenQabal
  - BlogEngine.NET

### Usando datos en SIOC
- SPARQL endpoints, consultando datos en SIOC:
  - ODS demo server and MyOpenLink.net
  - #B4mad.Net SPARQL endpoint
- Indexando datos en SIOC:
  - SIOC Crawler
  - SIOC Browsers (1, 2)
  - Buxon
  - SIOC Explorer (enlace roto disponible en Internet Archive; véase el historial, la primera versión y la última).
- Usando datos en SIOC para crear nuevos datos:
  - Fishtank
  - BAETLE (Bug And Enhancement Tracking LanguagE)
  - RDFa on Rails
  - IkeWiki
  - int.ere.st
  - OpenLink Virtuso AMI
  - Talis Engage
- Reusando datos en SIOC:
  - IKHarvester
  - notitio.us and JeromeDL

### Utilidades de SIOC
- Semantic Radar
- PingTheSemanticWeb.com